# Brigada homicida
 Brigada homicida  (original: Madigan) és una pel·lícula estatunidenca de Don Siegel, estrenada el 1968. Ha estat doblada al català.

## Argument
És un matí de primavera que sembla pacífic a la Ciutat de Nova York – dia de graduació a l'Escola de Policia—i el comissionat de la policia Anthony X. Russell (Henri Fonda) està esperant per fer un discurs als nous oficials. Però tot no va bé: Russell té l'evidència incontrovertible que el seu vell amic, l'inspector Charles Kane (James Whitmore), ha colpejat el propietari d'un bar, i un pastor negre (Raymond St. Jacques) està reclamant perquè el seu fill ha estat maltractat per un cas de violació.
Llavors Russell té una trucada que l'informa que dos detectius de primer grau, Daniel Madigan (Richard Widmark) i Rocco Bonaro (Harry Guardino), dos policies veterans que s'ocupen de les feines més dures del carrer, han deixat que Barney Benesch (Steve Ihnat) - sospitós d'un assassinat a Brooklyn- se’ls escapés i els robés les seves pistoles. El seu cap, indignat per la seva negligència, els dona un ultimàtum: han de trobar el fugitiu en un termini de 72 hores, abans que l'opinió pública s'assabenti.

## Repartiment
- Richard Widmark: El Detectiu Daniel Madigan
- Henry Fonda: El Comissari Anthony X. Russell
- Inger Stevens: Julia Madigan
- Harry Guardino: El Detectiu Rocco Bonaro
- James Whitmore: L'Inspector en cap Charles Kane
- Susan Clark: Tricia Bentley
- Michael Dunn: Midget Castiglione
- Steve Ihnat: Barney Benesch
- Don Stroud: Hughie
- Sheree North: Jonesy
- John McLiam: Dunne
- Virginia Gregg: Esther Newman